# St. Libory (Nebraska)
St. Libory es un lugar designado por el censo ubicado en el condado de Howard en el estado estadounidense de Nebraska. En el Censo de 2010 tenía una población de 264 habitantes y una densidad poblacional de 307,02 personas por km².

## Geografía
St. Libory se encuentra ubicado en las coordenadas 41°4′56″N 98°21′33″O / 41.08222, -98.35917. Según la Oficina del Censo de los Estados Unidos, St. Libory tiene una superficie total de 0.86 km², de la cual 0.86 km² corresponden a tierra firme y (0%) 0 km² es agua.

## Demografía
Según el censo de 2010, había 264 personas residiendo en St. Libory. La densidad de población era de 307,02 hab./km². De los 264 habitantes, St. Libory estaba compuesto por el 97.73% blancos, el 0.38% eran afroamericanos, el 1.52% eran amerindios, el 0% eran asiáticos, el 0% eran isleños del Pacífico, el 0% eran de otras razas y el 0.38% pertenecían a dos o más razas. Del total de la población el 0% eran hispanos o latinos de cualquier raza.